# Боаль (Астурія)
Боаль (ісп. Boal, галісійсько-астурійською Bual) — муніципалітет в Іспанії, у складі автономної спільноти Астурія. Населення — 1979 осіб (2009).
Муніципалітет розташований на відстані близько 420 км на північний захід від Мадрида, 80 км на захід від Ов'єдо.
Муніципалітет складається з таких парокій: Боаль, Кастрільйон, Дойрас, Лебредо, Ла-Ронда, Росадас, Серандінас.

## Демографія
Динаміка населення (INE ):

## Галерея зображень

Розташування муніципалітету
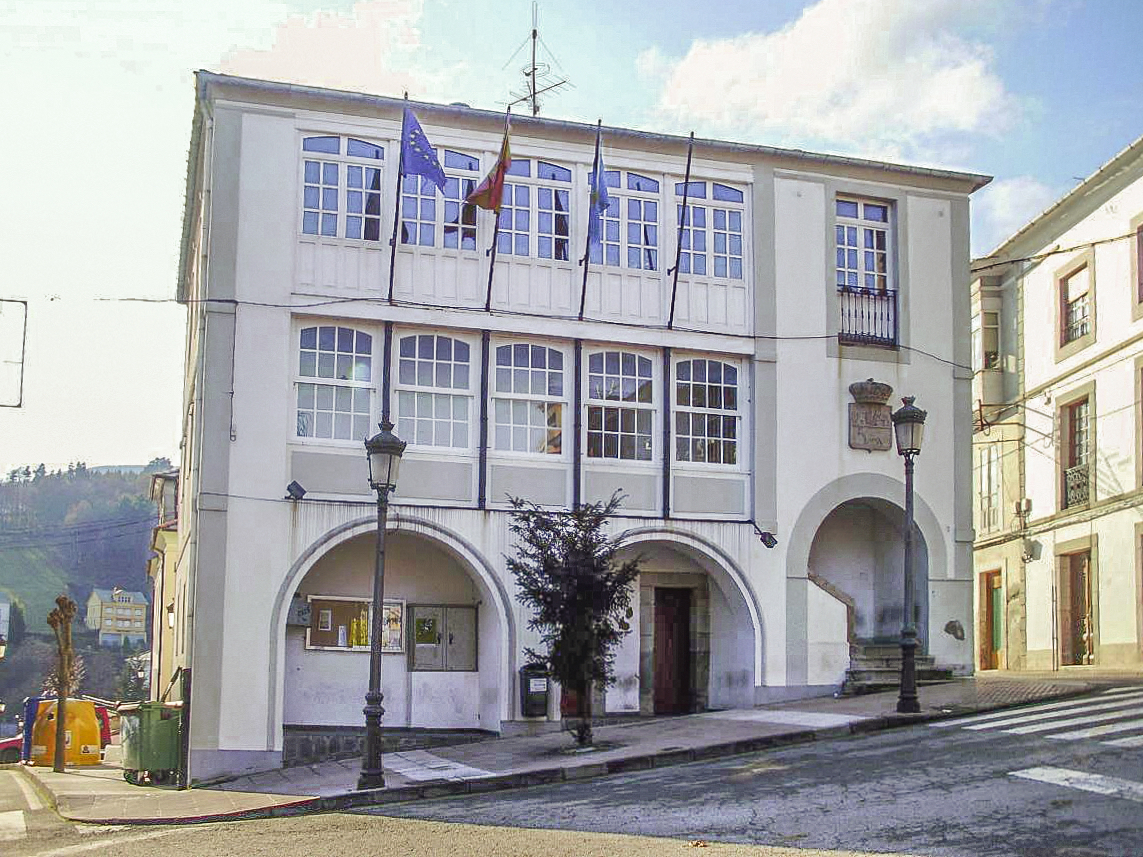
Муніципальна рада
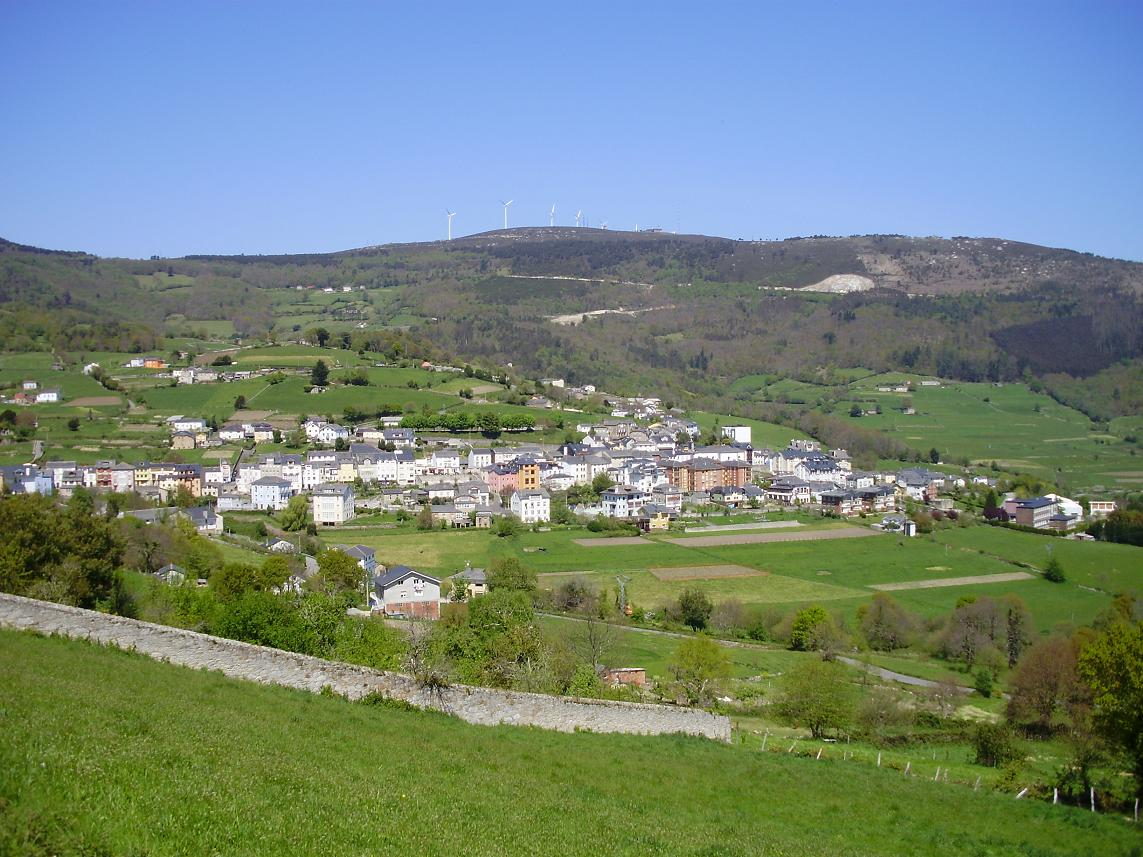
Панорама